# Optjecaj
Optjecaj u novčarstvu označava kretanje, kolanje, kruženje novca među ljudima, njegovo prelaženje od jedne osobe do druge.
Brzina optjecaja novca je učestalost kojom se određena količina novca obrne - prometne u narodnom gospodarstvu u određenom razdoblju. Brzina optjecaja je u razdobljima visoke konjunkture i inflacije veća nego u razdobljima recesije ili deflacije kada je stanovništvo sklonije novac čuvati u obliku štednje.
Najveći ukupni godišnji optjecaj imaju SAD (oko 1,5 mlrd. USD) i EU (oko 1,2 mlrd. USD), a prema glavi stanovnika Švicarska (oko 9.500 USD) i Hong Kong (oko 7.300 USD).
Godine 1990. ukupni međnarodni optjecaj svih novčanih jedinica prešao je bilijun USD-a na godišnjoj razini. Dvanaest godina kasnije dosegnuta su dva bilijuna, a 2008. i četiri bilijuna USD-a. Česte su polemike u ekonomskim i novčarskim znanstvenim krugovima oko konačne gornje granice optjecaja sveg novca na svijetu.